# John Glyn, 6. Baron Wolverton
John Patrick Riversdale Glyn, 6. Baron Wolverton (* 17. April 1913; † 4. Juli 1988) war ein britischer Adliger und Politiker.

## Leben
Er war der älteste Sohn von Maurice George Carr Glyn (1872–1920) und aus dessen Ehe mit Hon. Maud Grosvenor (1874–1948), Tochter des Robert Grosvenor, 2. Baron Ebury. Sein Vater war ein Enkel des George Glyn, 1. Baron Wolverton.
Er wurde am Eton College ausgebildet und schloss sein Studium am New College der Universität Oxford als Bachelor of Arts ab.
1935 trat er in die British Army ein und wurde Offizier der Grenadier Guards. Er kämpfte im Zweiten Weltkrieg, wo er verwundet wurde. Nach dem Krieg wurde er im Rang eines Captain Reserveoffizier und wurde bei seiner endgültigen Entlassung aus dem Militärdienst 1963 ehrenhalber zum Major befördert. Er wurde Geschäftsführer und Teilhaber der Privatbank Glyn, Mills & Co.
Beim Tod seines unverheirateten Cousins zweiten Grades Nigel Glyn, 5. Baron Wolverton (1904–1986) am 18. August 1986 erbte er dessen Adelstitel als 6. Baron Wolverton. Er wurde dadurch Mitglied des House of Lords, wo er am 11. November 1987 eingeführt wurde.

## Ehe und Nachkommen
Am 3. April 1937 heiratete er Audrey Margaret Stubbs. Mit ihr hatte er zwei Söhne und zwei Töchter:
- Christopher Richard Glyn, 7. Baron Wolverton (1938–2011), ⚭ (1) 1961–1967 Carolyn Jane Hunter, ⚭ (2) 1975–1989 Frances Sarah Elizabeth Skene, ⚭ (3) 1990–1994 Gillian Konig;
- Hon. Susan Glyn (* 1940) ⚭ Nicholas Greenaway Mills;
- Hon. Andrew John Glyn (1943–2007), Dozent an der Universität Oxford, ⚭ (1) 1965–1986 Celia Laws, ⚭ (2) 1986 Wendy Carlin;
- Hon. Joanna Caroline Glyn (* 1955).